# 연세대학교재활학교
연세대학교재활학교는 서울특별시 서대문구 신촌동에 소재하는 사립 특수학교이다. 지체장애 학생을 위한 교육환경을 만들기 위해 유치원, 초등학교, 중학교, 고등학교, 전공과 과정이 통합된 형태의 학교이다.

## 연혁
- 1964년: 연세대학교 의과대학 세브란스 소아재활원 국민학교로 개교
- 1987년: 연세대학교재활학교로 변경